# Guadalupe (Nuevo León)
Guadalupe – miasto w północnym  Meksyku w stanie Nuevo León, nad rzeką Santa Catarina, należące do strefy metropolitalnej Monterrey. Liczba ludności: ok. 700 tys. Założone w 1716. Dwa międzynarodowe lotniska. Największe miasto Meksyku bez uniwersytetu.

## Współpraca
- McAllen, Stany Zjednoczone
- Laredo, Stany Zjednoczone
- Mérida, Meksyk
- Edinburg, Stany Zjednoczone